# Lijst van optredens op Leffingeleuren
Hieronder volgt een overzicht van de optredens op het jaarlijkse Belgische muziekfestival Leffingeleuren in Leffinge.

## Jaren

### 1995
Jools Holland and His Rhythm & Blues Orchestra (UK) - Graham Parker (US)
Luka Bloom (IRL) - Fischer Z (UK) - The Scabs – Ashbury Faith - K's Choice – Gorki
The Camelions (BE) - The Loose Canons (UK) – Thrum (SCOTL) - De Nieuwe Snaar - Kamiel Kafka - Eikels Worden Bomen (Jan Hautekiet, Wannes Van de Velde, Axl Peleman, Luc Devos, Frank Vanderlinden) - Cleopatra Cleans Up - Van Mark Yeoman (UK) - The Lightning Tones met Serge Feys en Roland

### 1996
Peter Green (UK) – 16 Horsepower (US) - Arno à la Française - The Divine Comedy (UK)- Vic Chesnutt (US) – Edie Reader (UK) - Linton Kwesi Johnson (UK) - Soulwax
The Revolutianary Dub Warriors (UK) - Heideroosjes (NL) - De Mens - The Scene (NL)
Bram Vermeulen (NL) – Roland -  Flowers for Breakfast – The Easy Alohas (NL)
Ugly Papas - Waso Quartet - Nut (UK) – Apex Movers - DAAU

### 1997
Luka Bloom (IRL) – Axelle Red -Osdorp Posse (NL) - Darren Price (UK)- Mark Broom (UK) - kong (NL) - Evil Superstars – The Walkabouts (US) - Junkster (IRL) - Hoover – Neven
Kamagurka – Brotherhood Foundation (NL) - An Pierlé - Bill Rossman (US) - Bloem (NL)

### 1998
Lee ‘Scratch’ Perry (JAM) - Les Rythmes Digitales (UK) - Bob Sinclar (FR) dubkid (NL)
Mad Professor And The Robotics (UK) - Toy Dolls (UK) – The Bollock Brothers (UK)
Charles And The White Trash European Blues Connection - Dead Man Ray -
Raymond Van Het Groenewoud en Strijkers - Frank Boeijen en Band (NL)
Slagerij van Kampen - De Bossen - ABN – Rascal Gnomes

### 1999
Los Lobos (US) - Amon Tobin (BRA) - Anouk (NL) - Kong (NL) - The Advent - Dyzack (NL)
Steve Wynn (US) - De Heideroosjes (NL) - Laïs - CJ Bolland - Eden - Neeka - Kadril
Gorki - Zodar Orchestra - Willy Willy's Moody Voodoo

### 2000
John Cale (UK) - Mad Professors Dub Show (UK) - Eat Static (UK) - Steve Stoll (UK)
Brassy (US) - Arid - Arno - Dead Man Ray - Buscemi - Vive La Fête - Monza - An Pierlé
Push Up Daisies - Angelico - Janez Detd - Mintzkov - Luna - Venus In Flames - Ed & Kim
Rumplestitchkin - Bar 8 - Cinérex

### 2001
The Levellers (UK) - De Heideroosjes (NL) - Ilse Delange (NL) - The Paladins (USA)
Tav Falco & Panther Burns (USA) - Postmen (NL)- Ozark Henry - Praga Khan
The Fucking Dewaele Brothers - Think of One - El Tattoo del Tigre - Laïs - Mauro
Das Pop - COEM - Reiziger - Groove Cartel - Mo & Benoelie - Crystal Slink - Bolchi
The Revelaires

### 2002
Therapy? (N-IRL) - Dick Dale (US) - Zion Train (UK) - Amparanoia (ESP) - Starflam
Chocolate Genius (US) - Johnny Dowd (USA) - Arno - Flip Kowlier - Millionaire - Daan - 't Hof van Commerce - Vive La Fête - Orange Black - Lunascape - Neeka - The Johnsonz - Babyjohn - CJ Bolland - Mo & Benoelie - TLP - Jan Van Biesen

### 2003
Jon Spencer Blues Explosion (US) - Living Colour (US) - Jungle Brothers (US) - Richard Thompson (UK) - London Elektricity LIVE (UK) - Adrian Sherwood (UK)
Karate (US) - Popa Chubby (US) - Keith Caputo & Band (US) - Postmen (NL) - Gorki
Discobar Galaxie - Vive la Fête - Admiral Freebee - Magnus - Arsenal - Mintzkov - Luna - Urban Trad - Pjds - Sioen - Cinérex - Tomàn

### 2004
Soulwax - Felix Da Housecat (US) - The Faint (US) - The Orb (UK) - Flip Kowlier
Gabriel Rios - Jaguar Wright (US) - Daan - Goose - Laïs - Magnapop (US) – Sioen
Mauro & The Grooms – Fifty Foot Combo - Discobar Galaxie – Absynthe Minded
Maxon Blewitt - The Van Jets - Dolfijntjes XL - De Nieuwe Snaar - TLP - Leki
Turntable Dubbers

### 2005
De La Soul – The Raveonettes – The Subways – Kaizers Ochestra - Arno – Gabriel Rios - Zita Swoon – Millionaire – Vive La Fête – Arsenal - Stijn
Martha Wainwright (US) – Malcolm Middleton (UK) - American Analog Set (US)
Stereo Total (FR-D) – De La Vega – Madensuyu – Triggerfinger - Discobar Galaxie
Cosy Mozzy – Ed & Kim – The Go Find – Shameboy – Mass Market – Q’Saliva
The Violent Husbands

### 2006
The Cult (UK) - Juliette & The Licks (US) - Amadou et Mariam (MA) - The Herbaliser (UK) - Therapy? (N-IRL) - Felix Da Housecat (US) - Amp Fiddler (US) - Tilly & The Wall (US)
CSS (BR) - Liars (US) - Mash (SC) - The Slackers (US) - Peter Bjorn & John (SW)
An Pierlé & White Velvet - Flip Kowlier - Goose - 4T4 - The Van Jets - Vive La Fête - Shameboy - Millionaire - Dr. Lektroluv - Gorki – Skeemz - Pornorama - Gung Ho - Mishtu Orchestra – Windub

### 2007
Razorlight (UK) – John Butler Trio (AU) – Etienne De Crécy (FR) – Gabriel Rios
Admiral Freebee – Vive La Fête – 1990'S (SC) – Ghosts (UK) – Rachid Taha (FR)
The Datsuns (NZ)– 't Hof van Commerce – Absynthe Minded – The Tellers
El Guapo Stuntteam – Nid & Sancy – Rooney (US) – The Scene (NL) – The Veils (UK)
Oi Va Voi (UK) – Shannon Wright (US) – Dub Pistols (UK) – The Aggrolites (US) - Soapstarter – Baloji – Discobar Galaxie – The Van Jets – Outskirts
The Vindaloo Five – The Belbouches

### 2008
Arno – Goose – Stereo MC's – Cassius ‘DEX N FX’
Nouvelle Vague – Heavy Trash ft. Jon Spencer & Matt Verta-Ray - Orishas – Arsenal – Zita Swoon – Ladyhawke – Kraak & Smaak - A Brand – Mintzkov – Triggerfinger – De Jeugd Van Tegenwoordig - Gotye – Girls in Hawaii – Headphone - Flobots – Stephanie McKay - Discobar Galaxie – De Dolfijntjes XXL - Modey Lemon – Rose Hill Drive – Lady Linn and her Magnificent Seven – Barbie Bangkok – The Germans – Sticky Monster – The Belgionetes – Lamplight – Tricky & Tyler

### 2009
The Streets - Ray LaMontagne - Dinosaur Jr - Seasick Steve - Daan – Alela Diane - Admiral Freebee solo & electric - Elvis Perkins in Dearland – Amadou & Mariam - The Black Box Revelation - Goose DJ-SET – William Elliot Whitmore - Absynthe Minded - The Glimmers present Disko Drunkards - Riton - Das Pop - Lady Linn & Her Magnificent Seven - The Bony King Of Nowhere – We Rock Like Girls Don’t – Pepper Assault - Sunset Rubdown - Customs - Orchestre International du Vetex - Ziggi & The Renaissance Band - Superlijm - J.Tillman - Fagget Fairys - Joe Gideon & The Shark - Eilen Jewell - Blood Red Shoes - Creature with the Atom Brain

### 2010
Wilco - Tocadisco - Paul Weller - The Black Box Revelation - Mix Master Mike - Admiral Freebee - Lee 'Scratch' Perry - The Van Jets - Roots Manuva - Absynthe Minded - 65daysofstatic - Wolf Parade - Phosphorescent - Babylon Circus - Mintzkov - Le Peuple de l'Herbe - Amatorski - Teenagersintokyo - Broken Glass Heroes - Stornoway - Hindi Zahra - Balthazar - Ebony Bones - Drums Are for Parades - Viva L'American Death Ray Music - Timber Timbre - Imaad Wasif - The Catatonics - Lonelady - Va Fan Fahre - Tricky & Tyler

### 2011
Goose -  Arno -  Selah Sue -  Gabriel Rios -  Blood Red Shoes -  Intergalactic Lovers -  School is Cool -  Das Pop -  Balthazar -  Crystal Fighters -  Alpha Blondy -  Battles -  The Hickey Underworld -  Donavon Frankenreiter -  Steak Number Eight -  SX -  EMA -  Newton Faulkner - Yuko - Jon Allen - Lindstrøm - Rainbow Arabia - Austra - Man Man - Nosaj Thing - Alex Gopher - The Whatevers - The Fresh & Onlys - The Dead Trees - Scrappy Tapes - Screaming Females

### 2012
| Vrijdag 14 september | Zaterdag 15 september | Zondag 16 september                                                                                      |
| --- | --- | --- |
| Triggerfinger The Van Jets The Subways Klaxons (DJ Set) Sleepy Sun Compact Disk Dummies Hong Kong Dong Telepathe Tu Fawning Howlin' Rain | Joss Stone The Temper Trap Nneka Black Box Revelation Isbells Wolf People Future Of The Left Japandroids Skip The Use Creature with the Atom Brain Speech Debelle Ms Mr The Whatevers Oscar & The Wolf King Tuff Movoco | Beirut Absynthe Minded Staff Benda Bilili Kitty, Daisy & Lewis Spinvis DJ 4T4 Big Harp 't Schoon Vertier |

### 2013
| Vrijdag 13 september | Zaterdag 14 september | Zondag 15 september                                                               |
| --- | --- | --------------------------------------------------------------------------------- |
| Squarepusher Tiga Daan (band) Girls in Hawaii Amenra And So I Watch You From Afar Coely Delv!s Soldier's Heart Dead Ghosts | Jessie Ware Max Romeo The Magician The Horrors SX Steak Number Eight Jacco Gardner Compact Disk Dummies A Place To Bury Strangers Au Revoir Simone Pura Vida & Congo "Ashanti" Roy Cayucas Still Corners Bed Rugs The Germans The Spectors | Seasick Steve Trixie Whitley Arno Blaudzun Strand Of Oaks Dez Mona Tricky & Tyler |

### 2014
| Vrijdag 19 september | Zaterdag 20 september | Zondag 21 september                                                                             |
| --- | --- | ----------------------------------------------------------------------------------------------- |
| Trentmøller Magnus Daan (band) Intergalactic Lovers The Opposites Amatorski Lapalux Geppetto & The Whales Hydrogen Sea Robbing Millions | Oscar and the Wolf Tricky Blood Red Shoes Gabriel Rios Dotan Bombino Gruppo Di Pawlowski Madensuyu Woods The Wytches BRNS Childhood Safi & Spreej The Whatevers The John Steel Singers Trashcan Blues Collective | Admiral Freebee Wovenhand The Delta Saints Tom McRae Het Zesde Metaal Quilt Poorboys & Pilgrims |

### 2015
18 september t.e.m. 20 september : 
Isbells - Het Zesde Metaal - Hookworms - Heavy Mannes - Great Lake Swimmers - Girlpool - Eaves - DJ Iron - dirk. - Dez Mona - Dans Dans  - Condor Gruppe - Blanck Mass  - Alpha Wale   - Admiral Follow - I will, i swear  - J.C. Satàn - Kevin Morby - King  Dalton - La Luz   - Manwhore - Menace Beach - Meg Baird - MC Messenjah - Motivo Loco - Mocambo - My Baby  - Roland Van Campenhout - Raketkanon - Pauw - Starflam  - Statue - Teme Tan   - Terakaft - The Deslondes - The Future Dead - Torres - The Skints - The Shivas  - Wand - Tout Va Bien 

### 2016
09 september t.e.m. 11 september :
Vrijdag: Thurston Moore Band - Eagulls  - Louis Berry  - Faces on TV  - The Glücks  - Soviet Grass  - Christopher Paul Selling  - Matthew Logan Vasquez  - Warhaus 
Zaterdag: Kapitan Korsakov, Truckfighters , Nothing , Imarhan , Soldier's Hart, Follakzoid , ID!OTS  , Night Beats , Wooden Indian Burial Ground , Mike Krol , Awesome Tapes from Africa , Felix Pallas, Seagulls , Marc Melia  en Mahler 
Zondag: Flying Horseman , Ertebrekers , Steak Number Eight, Daniel Romano , Sonny & The Sunset , Julia Jacklin , July Talk , The Tubs , Jack Broadbent , Aidan Knight , Shore Shot  en Wanthanee 

### 2017
Vrijdag:  Dieter von Deurne & The Politics,  Zwangere Guy, Vinylla Ice, Tin Fingers,  TheColorGrey, Shore Shot,  Millionaire, J. Bernardt,  Roméo Elvis & Le Motel,  Equal Idiots, The Murlocs,  Heavy Linds
Zaterdag:  65daysofstatic,  Absynthe Minded,  Oathbreaker, WAXAHATCHEE,  The Black Heart Rebellion,  Idles,  Togo All Stars,  Christopher Paul Stelling,  The Babe Rainbow,  B Boys,  Cairo Liberation Front,  La Jungle,  Sleeping Beauties,  Mind Rays,  Comet Street,  Shht,  In een discotheek,  Ons, Dreun

### 2018
Vrijdag:  A Place to Bury Strangers,  Donney Benét  Cookies & Tyler,  Michael Midnight,  Ice Age,  Public Psyche,  Seagulls,  Her's,  Sons,  The Mauskovic Dance Band,  WHY? 
Zaterdag:  EMY,  Vito,  Stikstof,  Portland,  Sylvie Kreusch,  Equal Idiots,  Flying Horseman,  Bram Willems,  Boy Azooga,  Bad Breeding,  Borokov Borokov,  Hilary Woods,  Jimothy Lacoste,  Tubelight,  Bert Dockx
Zondag:  The Bony King of Nowhere,  The Devil Makes Three,  The Van Jets,  Vaudeville Etiquette, Denali Wrench, Harehaas,  Tien Ton Vuist  Crooked Steps  DJ Willie,  Late Night Smoking,  Chuck Prophet,  Jesse Malin,  Michael Nau,  Amyl and the Sniffers,  Ben Miller Band,  Bob Wayne, 
 Gunn-Truscinski Duo,  Swedish Death Candy

### 2019
Vrijdag:  Raketkanon,  The Soft Moon,  The Warlocks  PEUK,  Pingwing Soundsystem,   DJ Tyler,  Pudde,  Wine Cookies,  BRLRS,  Highkick Wizzard, Civic,  Jacobin,  Lust for Youth,  Squid,  YĪN YĪN

### 2022
Vrijdag:  Barno Koevoet,  Kidiot,  Asa Moto,  Borokov Borokov,  Dali Muru & The Polyphonic Swarm, Heisa,  Millionaire, 
 Party Dozen,  Sheridan,..
Zaterdag:  Holiday Ghosts,  i am batman,  Liquid Molly,  Lander & Adriaan,  Willy Organ,  Tess Parks,  The Lounge Society,  Whispering Sons,  The Mysterines,  Shht,  Opus Kink, Nosedrip,  Mayorga,  Lebanon Hanover,... 

Zondag:  Gueush,  Bwana, Caspar Auwerkerken,  Isaac Roux,  Joe & The Shitboys,  MILK TV,  Vanishing Twin,  Derya Yıldırım & Grup Şimşek,  Vito,  SONS,  Sylvie Kreusch,...

### 2023
Leffingeleuren vond plaats van vrijdag 15 tot en met zondag 17 september: 
 Vrijdag:  Lézard,  The Hickey Underworld, Gameboyz II Men,  Mojo & The Kitchen Brothers,  Pigs Pigs Pigs Pigs Pigs,   Tramhaus, Teddy Picker, ... 
Zaterdag:  Cavolo Nero,  Lepopski,  Bolis Pupul,  DEADLETTER,  Echt!,  Fake Indians,  Peuk,  King Hannah,  Henge,  Aroh,  Rozi Plain, ...  
Zondag: Hotel Lux,  Taqbir,  Kosmo Sound,  Gisèle, DJ SNS, 
 Luigi Colzato,   Sekushi,  Videotrauma,  BLUAI,  DIRK.,  Tamikrest,  Ão, ...